# Keine Lust
Keine Lust – czwarty utwór niemieckiej grupy Rammstein, pochodzący z czwartego albumu zespołu – Reise, Reise (2004). Jest to także singel promujący płytę.

## Teledysk
Nakręcony w styczniu 2005. Przedstawia członków zespołu spotykających się po latach w starej opuszczonej hali aby razem zagrać. Poza klawiszowcem wszyscy są monstrualnie otyli. Klawiszowiec jest niepełnosprawny, porusza się za pomocą elektrycznego wózka.

## Spis utworów

### Edycja niemiecka
1. Keine Lust (3:44)
2. Keine Lust (Remix No. 1 By Clawfinger) (4:37)
3. Keine Lust (The Psychosonic Remix By DJ Drug)(5:02)
4. Keine Lust (Bozz Remix By Azad) (3:52)
5. Keine Lust (Jazz Remix By Clawfinger) (4:11)
6. Keine Lust (Black Strobe Remix) (7:08)
7. Keine Lust (Curve Remix By Front 242) (3:40)
8. Keine Lust (Ich zähl die Fliegen Remix By Krieger) (3:30)

### Edycje brytyjskie
UK CDS Part 1
1. Keine Lust
2. Ohne dich (Mina Harker’s Version – Remix by Laibach)
3. Mutter Orchesterlied I (Orchestral Version)

UK CDS Part 2(DVD)
1. Keine Lust
2. Mein Teil
3. Mein Teil (Music Video)
4. Mein Teil (Making of)

UK 7" Vinyl
1. Keine Lust
2. Du Hast (Live audio from Parkbühne Wuhlheide, Berlin, August 1998)